# Diftèria
La diftèria (del grec διφθέρα, «membrana») és una infecció causada pel bacteri Corynebacterium diphtheriae (bacil de Klebs-Löffler).
La majoria de les infeccions són asimptomàtiques o tenen un curs clínic lleu, però en alguns brots la taxa de letalitat s'acosta al 10%. Les diferents soques de C. diphtheriae són la principal causa de la variabilitat de la letalitat, ja que la letalitat i els mateixos símptomes són causats per l'exotoxina produïda pels bacteris. La mort es produeix entre un 5% i un 10% dels diagnosticats.
Els signes i símptomes poden variar de lleus a greus, i solen començar de dos a cinc dies després de l'exposició. Els símptomes sovint es desenvolupen gradualment, començant amb mal de coll i febre. En casos greus, es desenvolupa un pegat gris o blanc a la gola, que pot bloquejar les vies respiratòries i crear una tos «bordant» semblant a la que s'observa al crup. El coll també pot inflar-se en part a causa de l'ampliació dels ganglis limfàtics facials. La diftèria també pot afectar la pell, els ulls o els genitals i pot causar complicacions, com ara miocarditis (que per si mateixa pot provocar una freqüència cardíaca anormal), inflamació dels nervis (que pot provocar paràlisi), problemes renals i problemes hemorràgics deguts a nivells baixos de plaquetes.
La diftèria se sol transmetre entre persones per contacte directe, per l'aire o per contacte amb objectes contaminats. També és possible la transmissió asimptomàtica i la infecció crònica. El diagnòstic sovint es pot fer a partir de l'aparició de la gola amb confirmació per cultiu microbiològic.
La infecció prèvia pot no protegir contra la infecció. Una vacuna contra la diftèria és eficaç per a la prevenció i està disponible en diverses formulacions. Es recomanen tres o quatre dosis, administrades juntament amb la vacuna contra el tètanus i la vacuna contra la tos ferina, durant la infància. Es recomanen dosis addicionals de la vacuna contra la diftèria i el tètanus cada deu anys. La protecció es pot verificar mesurant el nivell d'antitoxina a la sang. La diftèria es pot prevenir en les persones exposades, així com tractar-se amb els antibiòtics eritromicina o benzilpenicil·lina. De vegades es necessita una traqueotomia per obrir les vies respiratòries en casos greus.
L'any 2015, es van notificar oficialment 4.500 casos a tot el món, per sota dels gairebé 100.000 de l'any 1980. Es creu que es van produir al voltant d'un milió de casos a l'any abans de la dècada del 1980. Actualment, la diftèria es produeix amb més freqüència a l'Àfrica subsahariana, l'Índia i Indonèsia. L'any 2015, va provocar 2.100 morts, per sota dels 8.000 de 1990. A les zones on encara és comú, els nens són els més afectats. És rar al món desenvolupat a causa de la vacunació generalitzada, però pot ressorgir si les taxes de vacunació disminueixen. Als Estats Units d'Amèrica, es van notificar 57 casos entre 1980 i 2004.
La malaltia va ser descrita per primera vegada al segle v aC per Hipòcrates. El bacteri va ser identificat l'any 1882 per Edwin Klebs.

## Descripció
És una infecció aguda bacteriana causada pel C. diphteriae que afecta exclusivament els humans. Clínicament es pot manifestar amb afectació de les amígdales, la faringe, la laringe, la mucosa del nas i d'altres membranes mucoses o de la pell. En aquestes localitzacions, el bacteri forma plaques de membranes de color grisenc envoltades per una zona inflamada de color vermell apagat. En la mesura que el bacteri creix, va alliberant unes toxines que són transportades pel sistema circulatori i provoquen lesions principalment al cor, els ronyons i el sistema nerviós.
Aquesta malaltia és més freqüent entre el primer i el tercer any de vida. La localització laríngia és una manifestació molt greu, ja que les membranes formades en aquest lloc poden provocar l'ofec de l'infant.

## Signes i símptomes
Els símptomes de la diftèria solen començar de dos a set dies després de la infecció. Inclouen febre de 38 °C o més; calfreds; fatiga; coloració blavosa de la pell (cianosi); mal de coll; ronquera; tos; mal de cap; dificultat per empassar; deglució dolorosa; dificultat per respirar; respiració ràpida; secreció nasal amb mala olor i taques de sang; i limfadenopaties.
En dos o tres dies, la diftèria pot destruir els teixits sans del sistema respiratori. El teixit mort forma un recobriment gruixut i gris que es pot acumular a la gola o al nas. Aquest gruix recobriment gris s'anomena «pseudomembrana». Pot cobrir teixits del nas, les amígdales, la caixa de veu i la gola, fent que sigui molt difícil respirar i empassar. Els símptomes també poden incloure arrítmies cardíaques, miocarditis i paràlisis de nervis cranials i perifèrics.

### Crup diftèric
La diftèria laríngia pot provocar una inflamació característica del coll i la gola, o «coll de bou». La gola inflada sovint s'acompanya d'una afecció respiratòria greu, caracteritzada per una tos llautória o «bordant», estridor, ronquera i dificultat per respirar; i històricament es coneix com a «crup diftèric», «veritable crup» o, de vegades, simplement com a «crup».
El crup diftèric és extremadament rar als països on la vacunació contra la diftèria és habitual. Com a resultat, el terme «crup» avui dia fa referència més sovint a una malaltia vírica no relacionada que produeix símptomes respiratoris similars però més lleus.

## Transmissió
Principalment es transmet per contacte directe amb una persona malalta o una portadora sana del bacteri. La transmissió de la diftèria de persona a persona es produeix normalment per l'aire quan una persona infectada tos o esternuda. La respiració de les partícules alliberades de l'individu infectat condueix a la infecció. El contacte amb qualsevol lesió a la pell també pot provocar la transmissió de la diftèria, però això és poc freqüent. També es poden produir infeccions indirectes. Si una persona infectada toca una superfície o un objecte, els bacteris es poden deixar enrere i romandre viables. A més, algunes evidències indiquen que la diftèria té el potencial de ser zoonòtica, però això encara no s'ha confirmat. S'ha trobat Corynebacterium ulcerans en alguns animals, cosa que suggeriria un potencial zoonòtic.

## Complicacions
Hi ha formes greus que poden produir la mort de la persona afectada, com l'angina diftèrica maligna, la laringitis diftèrica, la insuficiència cardiocirculatòria, la miocarditis, i la paràlisi postdiftèrica. Aquesta malaltia té un pronòstic reservat fins als cinquanta dies d'haver-se iniciat. La persona malalta pot morir en els primers dies per una asfíxia causada per la laringitis o bé per una insuficiència cardiocirculatòria precoç. Durant la segona setmana, per una miocarditis i més tardanament per les paràlisis postdiftèriques.

## Mecanismes
La toxina diftèrica (TD) la produeix només C. diphtheriae infectada amb un determinat tipus de bacteriòfag. La toxinogenicitat està determinada per la conversió del bacteriòfag (també anomenada conversió lisogènica); és a dir, la capacitat del bacteri per fer canvis en la toxina diftèrica com a conseqüència de la infecció per un bacteriòfag determinat. La toxina diftèrica està codificada pel gen tox. Les soques de corinèfag són tox+ (per exemple, corinèfag β) o tox− (per exemple, corinèfag γ). El gen tox s'integra al genoma bacterià. El cromosoma de C. diphtheriae té dos llocs d'unió bacteriana (attB) diferents però funcionalment equivalents per a la integració del profag β al cromosoma.
El precursor de la toxina diftèrica és una proteïna de pes molecular de 60 kDa. Algunes proteases, com la tripsina, escinden selectivament la toxina diftèrica per generar dues cadenes peptídiques, el fragment amino-terminal A (TD-A) i el fragment carboxil-terminal B (TD-B), que es mantenen units per un enllaç disulfur. TD-B és una subunitat de reconeixement que aconsegueix l'entrada de la toxina diftèrica a la cèl·lula hoste en unir-se al domini semblant a l'EGF del factor de creixement semblant a l'EGF que s'uneix a l'heparina (HB-EGF) a la superfície cel·lular. Això indica a la cèl·lula que interioritzi la toxina dins d'un endosoma mitjançant endocitosi mediada per receptors. Dins de l'endosoma, la toxina diftèrica es divideix per una proteasa semblant a la tripsina en TD-A i TD-B. L'acidesa de l'endosoma fa que TD-B creï porus a la membrana de l'endosoma, catalitzant així l'alliberament de TD-A al citoplasma.
El fragment A inhibeix la síntesi de noves proteïnes a la cèl·lula afectada mitjançant la catalització de l'ADP-ribosilació del factor d'elongació EF-2, una proteïna essencial per a l'etapa de traducció de la síntesi de proteïnes. Aquesta ADP-ribosilació implica la transferència d'una ADP-ribosa de NAD+ a un residu de diftamida (una histidina modificada) dins de la proteïna EF-2. Com que l'EF-2 es necessita per moure l'ARNt del lloc A al lloc P del ribosoma durant la traducció de proteïnes, l'ADP-ribosilació d'EF-2 impedeix la síntesi de proteïnes.
L'ADP-ribosilació d'EF-2 s'inverteix donant dosis elevades de nicotinamida (una forma de vitamina B3), ja que aquest és un dels productes finals de la reacció, i quantitats elevades condueixen la reacció en sentit contrari.

## Diagnosi
La definició de cas clínic actual de diftèria utilitzada pels Centres per al Control i la Prevenció de Malalties (CDC) dels Estats Units d'Amèrica es basa tant en criteris de laboratori com clínics.

### Criteris de laboratori
- Aïllament de C. diphtheriae d'una tinció de Gram o cultiu de gola a partir d'una mostra clínica.[12]
- Diagnòstic histopatològic de la diftèria per tinció d'Albert.

### Demostració de toxines
- Proves in vivo (inoculació a conillets d'índies): Proves subcutània i intracutània.
- Prova in vitro: prova de precipitació en gel d'Elek, detecció del gen tox per PCR, ELISA, ICA.

### Criteris clínics
- Malaltia de les vies respiratòries superiors amb mal de coll.
- La febre baixa (per sobre de 39 °C és rara).
- Una pseudomembrana adherent, densa i grisa que cobreix la cara posterior de la faringe; en casos greus, es pot estendre fins a cobrir tot l'arbre traqueobronquial.

### Classificació de casos
- Probable: un cas clínicament compatible que no està confirmat per laboratori i no està relacionat epidemiològicament amb un cas confirmat per laboratori.
- Confirmat: un cas clínicament compatible que està confirmat per laboratori o està relacionat epidemiològicament amb un cas confirmat per laboratori.

El tractament empíric s'ha d'iniciar generalment en un pacient en el qual la sospita de diftèria és alta.

## Prevenció
La vacunació contra la diftèria es fa habitualment en nadons i s'administra com una vacuna combinada, com una vacuna DPT (diftèria, tos ferina, tètanus). Les vacunes pentavalents, que vacunen simultàniament contra la diftèria i altres quatre malalties infantils, s'utilitzen amb freqüència en programes de prevenció de malalties als països en desenvolupament per organitzacions com UNICEF.
El calendari de vacunacions de Catalunya preveu l'administració de sis dosis. Les tres primeres són als dos, quatre i sis mesos d'edat. La vacuna és l'hexavalent perquè es combina amb els antígens del tètanus (T), la diftèria (D), la tos ferina (Pa), la poliomielitis (polio), Haemophilus influenzae (Hib) i l'hepatitis B (VHB). Als divuit mesos es vacuna un altre tipus de presentació que combina cinc antígens i és la vacuna pentavalent (DTPa-polio-Hib). Entre els quatre i els sis anys se n'administra una dosi de record amb una vacuna que combina tres antígens i entre els catorze i els setze anys s'administra una antitetànica amb antidiftèrica d'adults (Td).
La vacuna confereix immunitat limitada, per la qual cosa se n'han d'administrar dosis de record. La població de Catalunya està ben vacunada, fet que es tradueix en l'absència de la malaltia des de 1983. Tot i això, el 2 de juny del 2015, es va diagnosticar a Olot un cas en un infant no vacunat, que va morir. Això recorda la necessitat de mantenir activament la vacunació, ja que abandonar-la suposaria la possible incorporació a la població de infants susceptibles de patir i transmetre la malaltia.

## Tractament
La malaltia pot seguir sent manejable, però en casos més greus, els ganglis limfàtics del coll poden inflar-se, i la respiració i la deglució es fan més difícils. Les persones en aquesta etapa haurien de buscar atenció mèdica immediata, ja que l'obstrucció a la gola pot requerir una intubació o una traqueotomia. Els ritmes cardíacs anormals poden ocórrer al principi de la malaltia o setmanes més tard i poden provocar insuficiència cardíaca. La diftèria també pot causar paràlisi a l'ull, el coll, la gola o els músculs respiratoris. Els pacients amb casos greus són ingressats a una unitat de cures intensives de l'hospital i se'ls dona antitoxina diftèrica (constituïda per anticossos aïllats del sèrum de cavalls que han estat desafiats amb toxina diftèrica). Com que l'antitoxina no neutralitza la toxina que ja està unida als teixits, retardar la seva administració augmenta el risc de mort. Per tant, la decisió d'administrar antitoxina diftèrica es basa en el diagnòstic clínic i no ha d'esperar la confirmació del laboratori.
No s'ha demostrat que els antibiòtics afectin la curació de la infecció local en pacients amb diftèria tractats amb antitoxina. Els antibiòtics s'utilitzen en pacients o portadors per erradicar C. diphtheriae i prevenir la seva transmissió a altres. Els Centres per al Control i la Prevenció de Malalties (CDC) recomana:
- Metronidazole
- Erythromycin s'administra (via oral o per injecció) durant 14 dies (40 mg/kg al dia amb un màxim de 2 g/d), o
- La procaïna penicil·lina G s'administra per via intramuscular durant 14 dies (300.000 U/d per a pacients amb un pes <10 kg, i 600.000 U/d per a aquells que pesen >10 kg); els pacients amb al·lèrgies a la penicil·lina G o l'eritromicina poden utilitzar rifampicina o clindamicina.

En els casos que progressen més enllà d'una infecció de gola, la toxina diftèrica es propaga per la sang i pot provocar complicacions potencialment mortals que afecten altres òrgans, com el cor i els ronyons. El dany al cor causat per la toxina afecta la capacitat del cor per bombejar sang, o la capacitat dels ronyons d'eliminar els residus. També pot causar danys als nervis, que eventualment condueixen a la paràlisi. Al voltant del 40% al 50% dels que no es tracten poden morir.

## Epidemiologia
La diftèria és mortal entre el 5% i el 10% dels casos. En nens menors de cinc anys i adults majors de 40 anys, la taxa de mortalitat pot arribar al 20%. L'any 2013, va provocar 3.300 morts, en comparació amb les 8.000 de 1990.

Anys de vida ajustats per discapacitat (DALY) per a la diftèria per 100.000 habitants el 2004
Casos de diftèria informats per l'OMS entre 1997 i 2006:

Millors nivells de vida, immunització massiva, millor diagnòstic, tractament ràpid i una atenció sanitària més eficaç han provocat una disminució dels casos a tot el món.

## Bacteriologia

### Corynebacterium diphtheriae

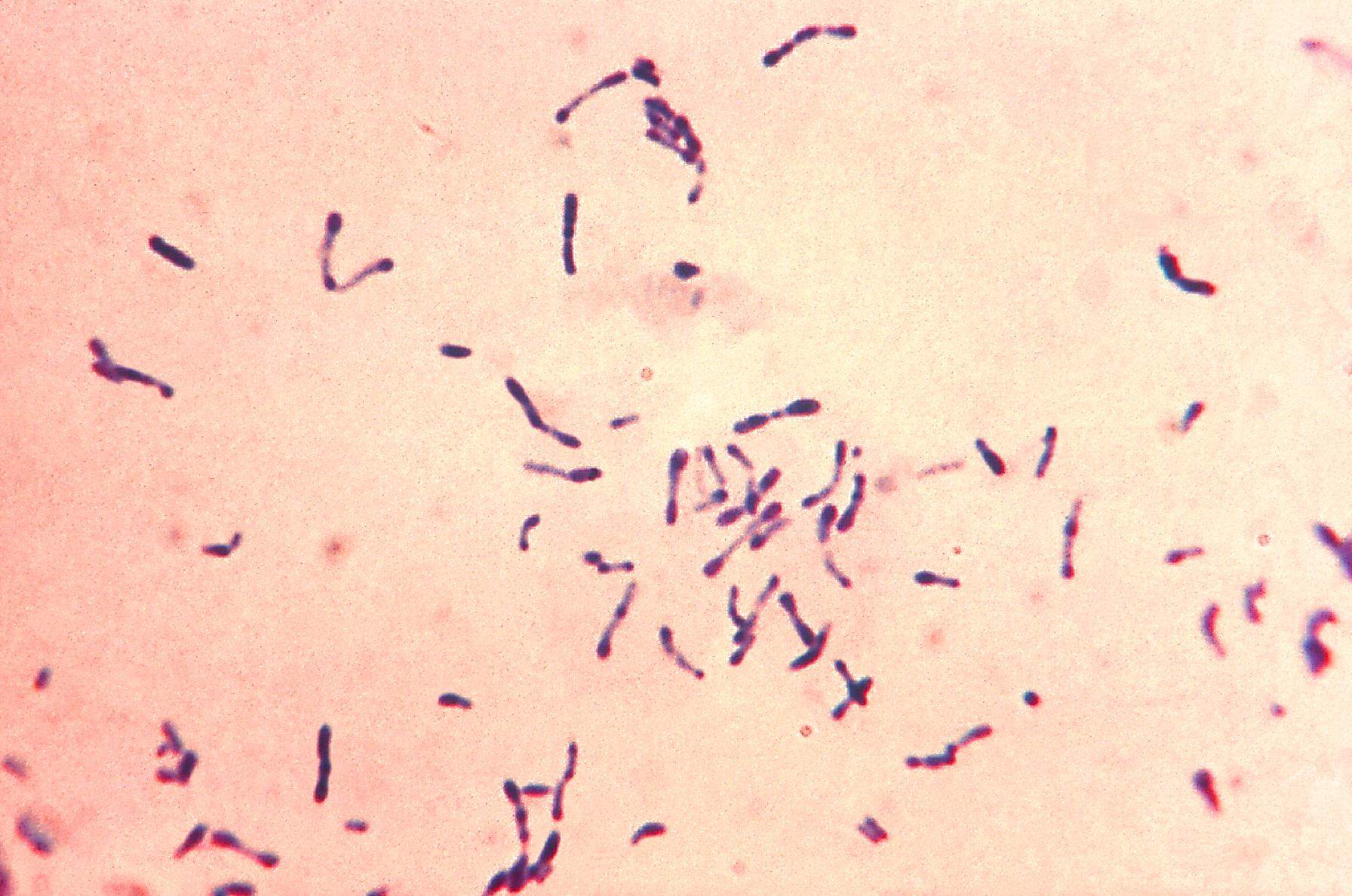
Corynebacterium diphtheriae, coloració de Gram

L'agent de la diftèria és un bacteri, un bacil grampositiu pertanyent als corinebacteris. Els humans són l'únic hoste natural de C. diphtheriae, un portador transitori a nivell de les mucoses (especialment la faringe) i la pell. El propi bacteri continua sent local i superficial (pell, mucoses, etc.) però la seva toxina, absorbida localment, s'estén per tot l'organisme, actuant més particularment sobre el cor i el sistema nerviós perifèric.
No totes les soques de C. diphtheriae produeixen toxines. Per a ser toxigènics, els bacteris han d'estar infectats per un virus bacteriòfag, anomenat fag β, llavors parlem de «conversió lisogènica». Els bacteris que no produeixen toxines s'anomenen tox-, els que les produeixen tox+. Els bacteris tòxics causen una diftèria relativament lleu; quan la diftèria apareix en formes més greus, indica una transferència d'un gen tox+ als bacteris tox-.
La producció de toxina condueix a la mort cel·lular a nivell local i després general, explicant les diferents formes successives de la malaltia: 
- 1. presència de falses membranes a la faringe i les amígdales
- 2. extensió de les falses membranes
- 3. formes associades o complicades (trastorns cardíacs, paràlisi).

C. diphtheriae es subdivideix en 4 biotips: gravis, mitis, intermedus i belfanti.

### Altres corinebacteris

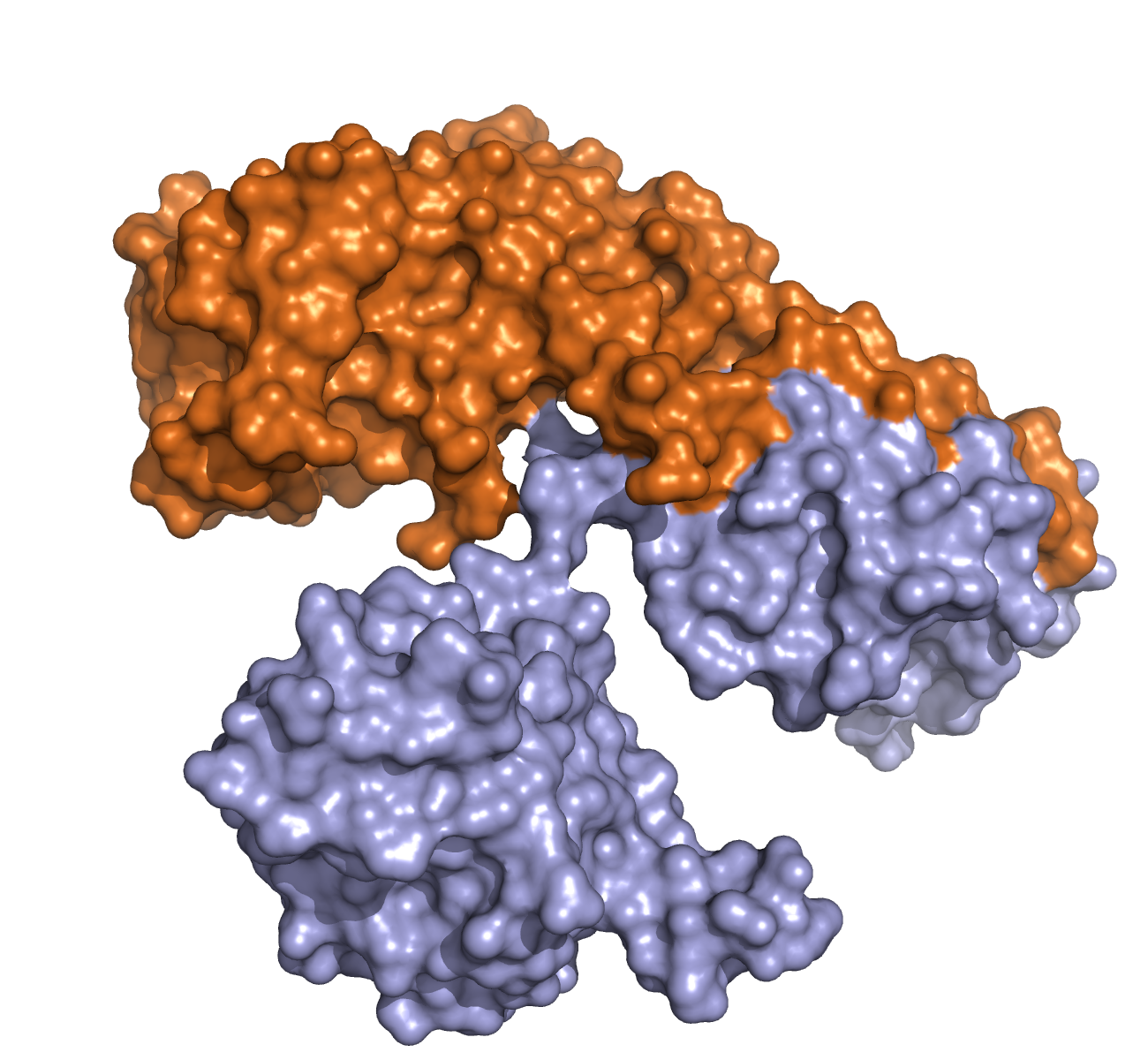
Toxina diftèrica: cadena A en taronja, cadena B en blau.

A partir de l'any 2003, la definició de casos de diftèria es va estendre a altres corinebacteris (a més de C. diphtheriae) perquè és probable que esdevinguin tox+: Corynebacterium ulcerans i Corynebacterium pseudotuberculosis que també són la causa de determinades formes de diftèria d'origen animal (animals de companyia o de granja).
C. ulcerans pot produir les mateixes presentacions clíniques que C. diphtheriae, però principalment en persones grans o immunodeprimides, mentre que C. pseudotuberculosis sovint només causa limfadenitis.
Per tant, hi ha tres espècies de corinebacteris, probablement tox+ i que produeixin la mateixa toxina diftèrica.

## Cronologia
La primera descripció probable de la diftèria es trobaria a Areteu de Capadòcia que va descriure a Egipte, al segle i, úlceres de les amígdales acompanyades de concrecions espesses que s'estenen, provocant una veu ronca, després afonia i mort per asfixia. Al segle vi, Aeci d'Amida va observar una epidèmia semblant però menys greu, amb la recuperació dels malalts més freqüents.
Al segle xvi, la malaltia va reaparèixer a Europa. Una observació de Guillaume de Baillou és dubtosa. Les observacions més precises són les dels metges espanyols, que l'anomenen Morbus suffocans o «garrotillo». L'any 1613, Espanya va viure una epidèmia de diftèria, anomenada «El Año de los Garrotillos» (L'any dels estrangulaments).
Al segle xvii van aparèixer greus epidèmies a Itàlia on van morir la majoria dels nens afectats (Nàpols 1617, Messina 1625, Palerm 1632).
A partir del segle xviii, la diftèria es va convertir en pandèmia, lligada a l'expansió comercial arreu del món. Es troba a Alemanya, Irlanda i Amèrica del Nord.
L'any 1705, les illes Mariannes van viure una epidèmia de diftèria i tifus simultàniament, reduint la població a unes 5.000 persones.
El 1735, una epidèmia de diftèria va arrasar Nova Anglaterra.
A França, diversos autors informen d'epidèmies d'«amigdalitis gangrenosa» o «esquinancies»: Orleans 1747, Montpeller 1746, Versalles 1758, París 1762.
| «                                                            | Sabem aquell dia (26 de març de 1707), que Blouin, primer ajudant de cambra del Rei i governador de Versalles, havia fugit d'un important atac d'«esquinancie» per tres dessagnaments realitzats en ràpida successió. | » |
| — Memòries del marqués de Sourches, 1890, vol. 10, pàg. 282. | |   |

L'any 1765, F. Home, un metge escocès, va donar el nom popular de «croup» (de croar) a la forma sufocant de la malaltia. Però només descriu casos esporàdics i no estableix cap connexió amb epidèmies d'angina. La majoria dels metges no entenen la unitat de la diftèria (amigdalitis més o menys greu i complicació greu - crup).
L'any 1771, l'estatunidenc Samuel Bard, durant una epidèmia a Nova York, va descriure les diferents varietats d'amigdalitis vinculades al crup, però la seva obra segueix sent poc coneguda.
Així, l'any 1807, per ordre de Napoleó, es va establir un concurs amb un premi de 12.000 francs per premiar a la persona que fes una descripció satisfactòria dels símptomes del «crup». Ningú va guanyar el premi, que es va repartir entre els participants.

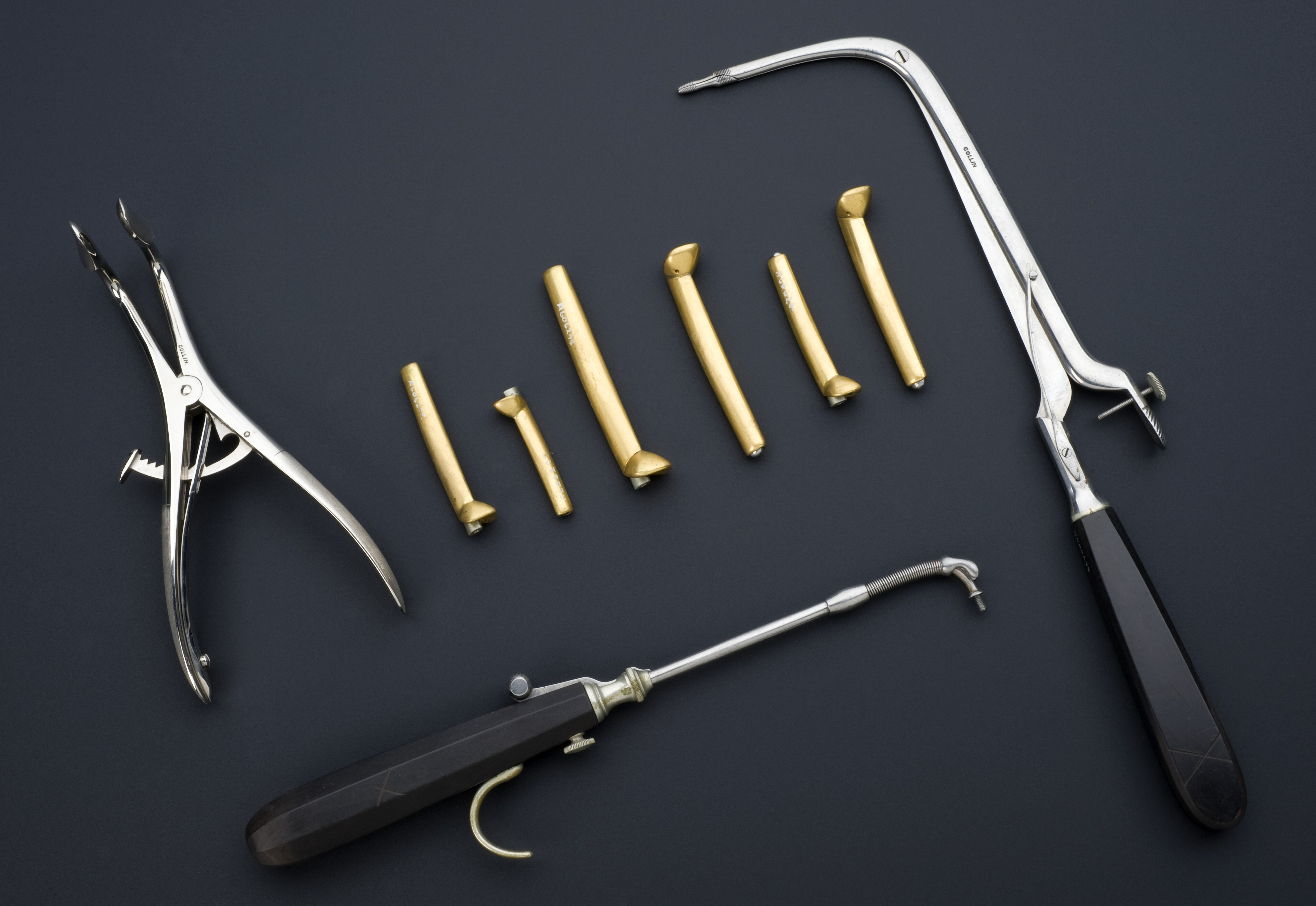
Instruments d'intubació, tipus O'Dwyer, 1882-1900.

A partir de 1815, Pierre Bretonneau va ser el primer a diferenciar l'angina de diftèria de l'angina comuna i l'angina de l'escarlatina, alhora que va reconèixer la unitat de crup i angina diferent. Arran d'una greu epidèmia de diftèria a Turena el 1818, va publicar Des inflammations spéciales du tissu muqueux et en particulier de la diphtérite, ou inflammation pelliculaire, connue sous le nom de croup, d'angine maligne, d'angine gangréneuse (Inflamacions especials del teixit mucós i en particular la diftèria, o inflamació pel·lícula, coneguda com a crup, angina maligna, angina gangrenosa, etc.), París, 1826, treball que conté el primer treball complet de la descripció de la malaltia. També va ser Bretonneau qui va utilitzar per primer cop el nom «diphtérite», (del grec διφθέρα / diphthera, «membrana»), descrivint l'aparició de la pseudomembrana a la gola, mentre va introduir la traqueotomia en el tractament del crup. Abans de 1826, la diftèria era coneguda amb diferents noms arreu del món. A Anglaterra es coneixia com a «Boulogne sore throat» (mal de coll de Bologne), ja que la malaltia s'havia estès des de França.
L'any 1856, Victor Fourgeaud va descriure una epidèmia de diftèria a Califòrnia.
Armand Trousseau, a la seva Clinique médicale de l'hôtel-Dieu de Paris (des de 1861), fa la descripció de la diftèria i les seves diverses complicacions, entre les quals la paràlisi diftèrica.
L'any 1858, Eugène Bouchut va realitzar un tub de laringe, la primera forma d'intubació. El tub de Bouchut va ser perfeccionat el 1890 per Joseph O'Dwyer. A partir d'aquest moment es comença a realitzar la traqueotomia o la intubació a les formes sufocants de diftèria; les altres formes es tracten mitjançant sagnies i la medicació tòpica.
L'any 1878, la princesa Alícia (segona filla de la reina Victòria) i la seva família es van contagiar de diftèria; la princesa Alícia i la seva filla de quatre anys d'edat, la princesa Marie, van morir totes dues.

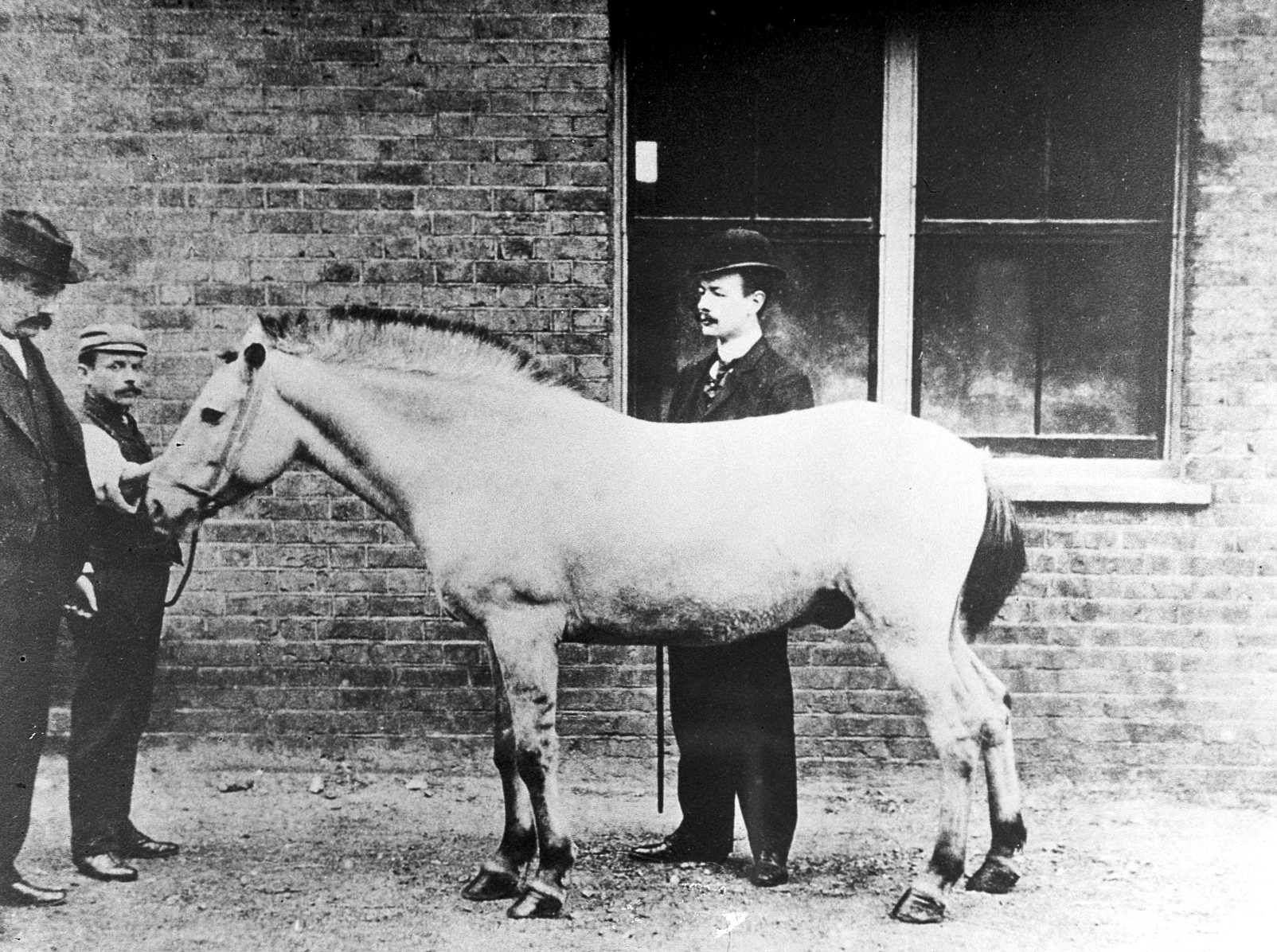
«Tommy», primer cavall anglès inoculat, per a la producció de sèrum antidiftèric (1894)

L'any 1883, Edwin Klebs va identificar el bacteri causant de la diftèria, i li va anomenar «bacteri Klebs–Loeffler». La forma d'aquest bacteri va ajudar a Edwin a diferenciar-lo d'altres bacteris. Amb el temps, s'ha anomenat Microsporon diphtheriticum, Bacillus diphtheriae i Mycobacterium diphtheriae. La nomenclatura actual és Corynebacterium diphtheriae.
L'any 1884, el bacteriòleg alemany Friedrich Loeffler es va convertir en la primera persona a cultivar C. diphtheriae. Va utilitzar els postulats de Koch per demostrar l'associació entre C. diphtheriae i la diftèria. També va demostrar que el bacil produeix una exotoxina.
El 1885, Joseph P. O'Dwyer va introduir el tub O'Dwyer per a la intubació de la laringe en pacients amb laringe obstruïda. Aviat va substituir la traqueotomia com a mètode d'intubació diftèrica d'emergència.
L'any 1888, Emile Roux i Alexandre Yersin van demostrar que una substància produïda per C. diphtheriae provocava símptomes de diftèria en animals.
El 1890, Shibasaburō Kitasato i Emil von Behring van immunitzar els conillets d'índies amb una toxina diftèrica tractada tèrmicament. També van immunitzar cabres i cavalls de la mateixa manera, i van demostrar que una antitoxina feta a partir de sèrum d'animals immunitzats podria curar la malaltia en animals no-immunitzats. Behring va utilitzar aquesta antitoxina (ara se sap que consisteix en anticossos que neutralitzen la toxina produïda per C. diphtheriae) per a assaigs humans el 1891, però no van tenir èxit. El tractament amb èxit de pacients humans amb antitoxina derivada de cavalls va començar el 1894, després que la producció i la quantificació de l'antitoxina s'haguessin optimitzat. El 1901, Von Behring va guanyar el primer premi Nobel de medicina pel seu treball sobre la diftèria.

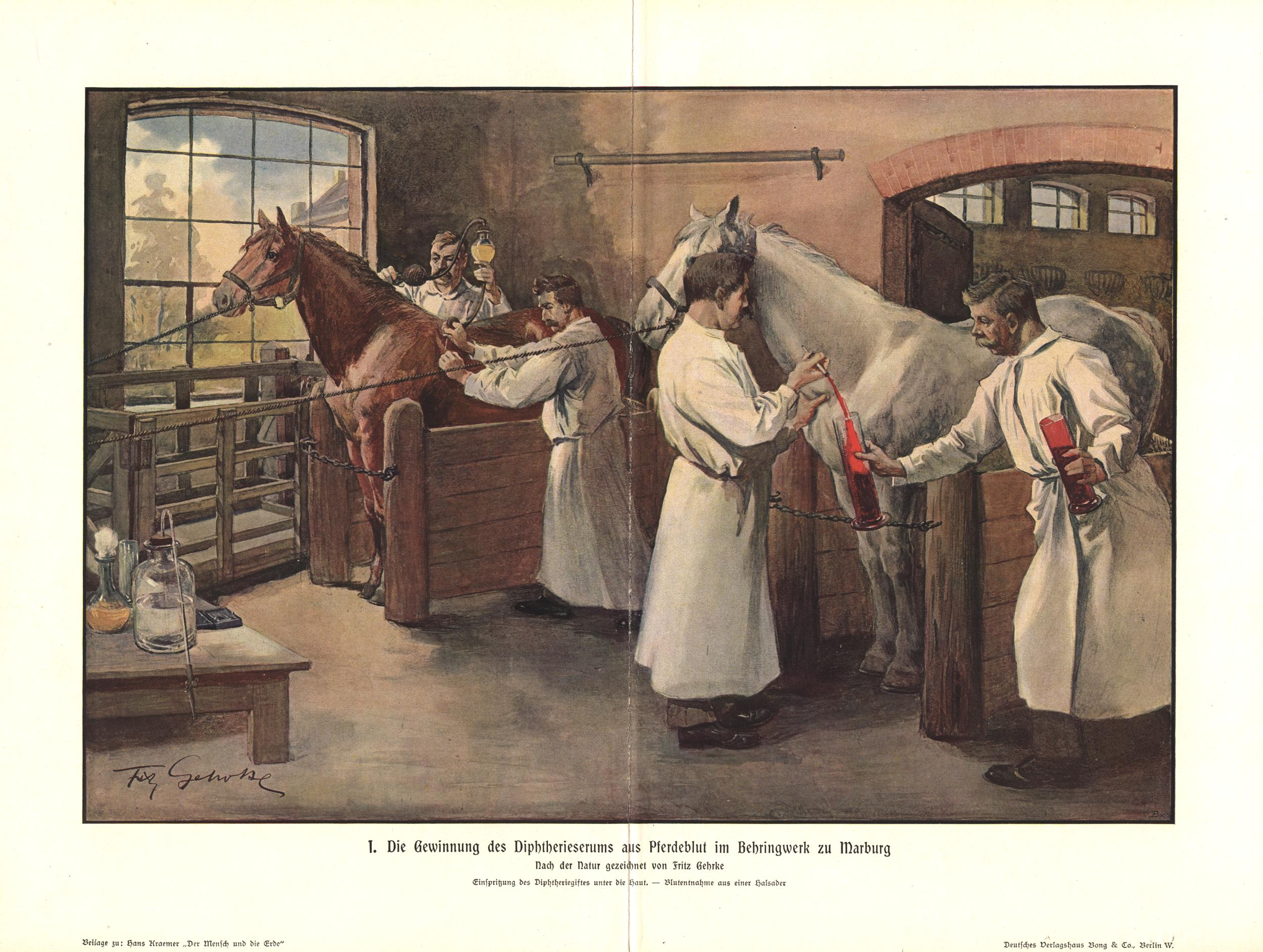
L'extracció de sèrum de diftèria de la sang de cavall al Behringwerk de Marburg, 1895

El 1895, la H. K. Mulford Company de Filadèlfia va començar la producció i prova d'antitoxina de la diftèria als Estats Units d'Amèrica. Park i Biggs van descriure el mètode per produir sèrum a partir de cavalls per al tractament de la diftèria.
L'any 1897, Paul Ehrlich va desenvolupar una unitat de mesura estandarditzada per a l'antitoxina diftèrica. Aquesta va ser la primera estandardització d'un producte biològic i va tenir un paper important en el futur treball de desenvolupament de sèrums i vacunes.
A finals del segle xix i fins a la Segona Guerra Mundial, la diftèria va passar factura. Els hospitals tenien sales, o departaments sencers, dedicats a nens amb crup anomenats «nens intubats» que no es van poder alliberar de la seva cànula per por de produir immediatament un edema de la glotis. Els joves interns i infermeres, que no havien tingut diftèria, també van pagar un alt preu en aquests serveis.
L'any 1901, 10 dels 11 nens de St. Louis inoculats van morir a causa de l'antitoxina diftèrica contaminada. El cavall del qual es va derivar l'antitoxina va morir de tètanus. Aquest incident, juntament amb un brot de tètanus a Camden, Nova Jersey, va tenir un paper important en l'inici de la regulació federal dels productes biològics.
El 7 de gener de 1904, Ruth Cleveland va morir de diftèria als 12 anys d'edat a Princeton, Nova Jersey. Ruth era la filla gran de l'expresident Grover Cleveland i de la primera dama Frances Folsom.
L'any 1905, Franklin Royer, de l'Hospital Municipal de Filadèlfia, va publicar un article que instava un tractament oportú per a la diftèria i dosis adequades d'antitoxina. El 1906, Clemens Pirquet i Béla Schick van descriure la malaltia del sèrum en nens que rebien grans quantitats d'antitoxina derivada del cavall.
Inspirat per un suggeriment fet per Theobald Smith el 1907, Emil Adolf von Behring va proposar, el 1913, una vacuna contra la diftèria basada en una barreja de toxina i antitoxina; eficaç al laboratori (amb animals d'experimentació), no és pràctica sobre el terreny perquè és massa perillós.

Entre 1910 i 1911, Béla Schick va desenvolupar la prova de Schick per detectar la immunitat preexistent a la diftèria en una persona exposada. Només es va vacunar aquells que no havien estat exposats a la diftèria. El Dr. Schick va coordinar una campanya massiva de cinc anys de duració. En el marc de la campanya, la Metropolitan Life Insurance Company va distribuir 85 milions de publicacions, amb una crida als pares a «Salveu els vostres fills de la diftèria». La següent dècada es va desenvolupar una vacuna i les morts van començar a disminuir significativament el 1924.

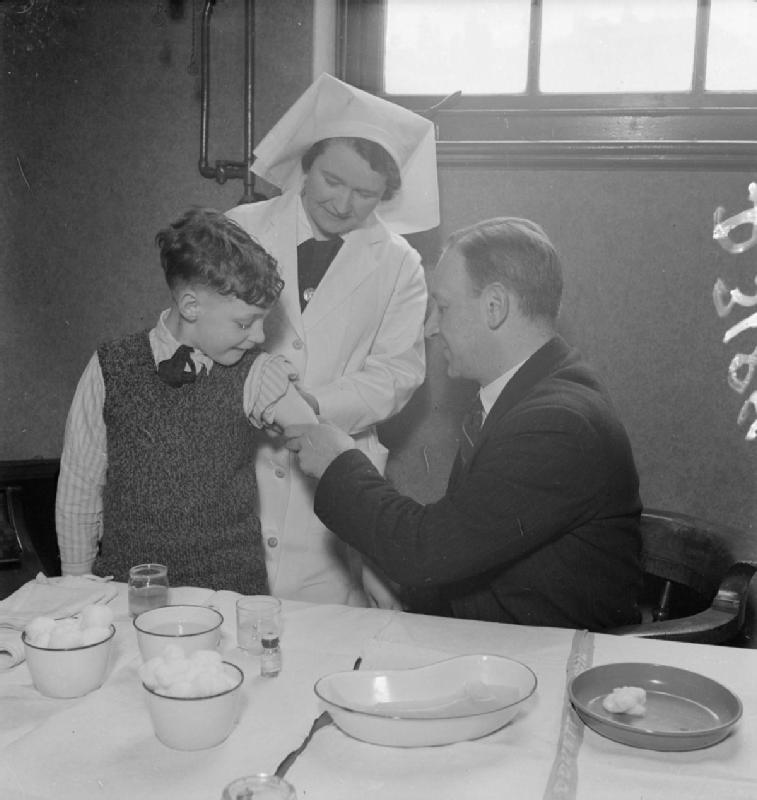
Esquema d'immunització contra la diftèria, Londres, Anglaterra, 1941 Ronald Ford, de 7 anys, rep la seva inoculació contra la diftèria a la Argyle Street School Clinic el 7 de maig de 1941. Una infermera sosté la màniga de Ronald, mentre un metge li administra la injecció

El 1919, a Dallas, Texas, 10 nens van morir i 60 més van emmalaltir greument per una antitoxina tòxica que havia superat les proves del Departament de Salut de l'Estat de Nova York. El fabricant de l'antitoxina, la Mulford Company de Filadèlfia, va pagar les indemnitzacions en tots els casos.
Durant la dècada del 1920, es va produir una estimació anual de 100.000 a 200.000 casos de diftèria i de 13.000 a 15.000 morts als Estats Units d'Amèrica. Els nens representaven la gran majoria d'aquests casos i víctimes mortals. Un dels brots de diftèria més infames es va produir el 1925, a Nome, Alaska (Estats Units d'Amèrica); l'actual Iditarod Trail Sled Dog Race se celebra per recordar la «Cursa del sèrum a Nome» per lliurar l'antitoxina de la diftèria.
Va ser Gaston Ramon qui va desenvolupar la primera vacuna eficaç l'any 1923 utilitzant toxines inactives però conservant la seva propietat antigènica (toxoide diftèric). Aquest toxoide proporciona una protecció eficaç contra la toxina diftèrica però no actua contra el propi bacteri. Els laboratoris Connaught del Canadà van ser els primers a dur a terme assaigs de camp d'immunització amb toxoide diftèric, que van demostrar la seva eficàcia.
L'any 1926, Alexander Thomas Glenny va augmentar l'eficàcia del toxoide diftèric (una versió modificada de la toxina que s'utilitza per a la vacunació) tractant-lo amb sals d'alumini. La vacunació amb toxoide no es va utilitzar àmpliament fins a principis de la dècada del 1930.
A la dècada del 1930, la vacunació va tendir a generalitzar-se a la majoria dels altres grans països industrialitzats d'Europa (Alemanya, Bèlgica, Gran Bretanya, Itàlia, Suïssa, Hongria, URSS), a Egipte i Turquia, al continent americà, al Japó i a Austràlia. Es va fer obligatòria a Alemanya nazi el 1941. Tanmateix, la vacunació generalitzada dels nens no es va fer efectiva fins al 1945.
El 1939, la doctora Nora Wattie, que va ser l'oficial mèdica principal (maternitat i benestar infantil) de Glasgow entre 1934 i 1964, va introduir clíniques d'immunització a Glasgow i va promoure l'educació per a la salut maternoinfantil, donant lloc a l'erradicació virtual de la infecció a la ciutat.
La vacunació generalitzada va fer baixar els casos als Estats Units d'Amèrica de 4,4 per 100.000 habitants el 1932 a 2,0 el 1937. A l'Alemanya nazi, on les autoritats preferien el tractament i l'aïllament a la vacunació (entre 1939-1941), els casos van augmentar durant el mateix període de 6,1 a 9,6 per 100.000 habitants.
Entre juny de 1942 i febrer de 1943 es van registrar 714 casos de diftèria a la caserna de Sham Shui Po, que van provocar 112 morts perquè l'Exèrcit Imperial Japonès no va alliberar subministraments de sèrum antidiftèric.
El 1943, els brots de diftèria van acompanyar la Segona Guerra Mundial i la disrupció a Europa. Els 1 milió de casos a Europa van provocar 50.000 morts.
Durant l'any 1948 a Kyoto, 68 de 606 nens (11,2%) van morir després de la immunització contra la diftèria a causa de la fabricació inadequada del toxoide de fosfat d'alumini.
El 1974, l'Organització Mundial de la Salut va incloure la vacuna DPT al seu Programa Ampliat d'Immunització per als països en desenvolupament.
L'any 1975 es va informar d'un brot de diftèria cutània a Seattle, Washington (Estats Units d'Amèrica).

Després de la dissolució de l'antiga Unió Soviètica l'any 1991, les taxes de vacunació als seus països constituents van ser tan baixes que es va produir un augment de casos de diftèria. L'any 1991 es van produir 2.000 casos de diftèria a l'URSS. Entre 1991 i 1998, es van notificar fins a 200.000 casos a la Comunitat d'Estats Independents i van provocar 5.000 morts. El 1994, la Federació Russa tenia 39.703 casos de diftèria. En canvi, l'any 1990 només es van notificar 1.211 casos.

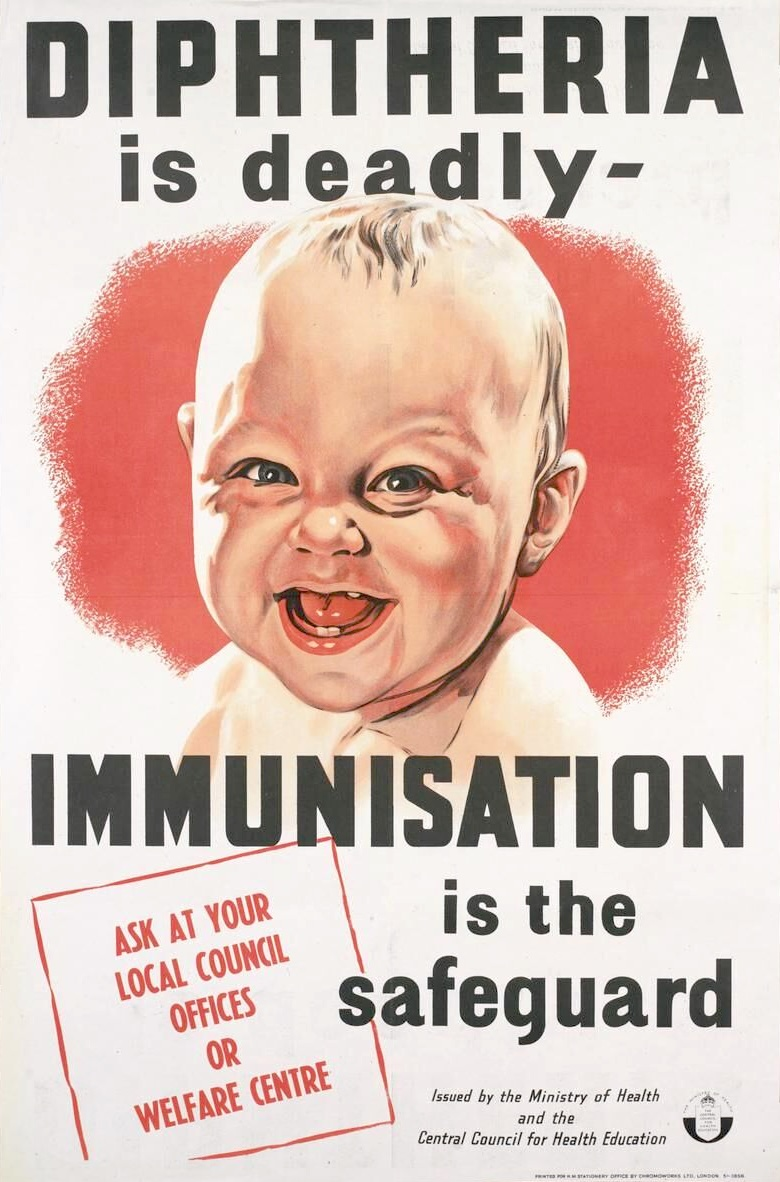
Un pòster del Regne Unit que anuncia la immunització contra la diftèria (publicat abans de 1962)

A principis de maig de 2010, es va diagnosticar un cas de diftèria a Port-au-Prince (Haití), després del devastador terratrèmol d'Haití del 2010. El pacient masculí de 15 anys va morir mentre els treballadors buscaven antitoxina.
El 2013, tres nens van morir de diftèria a Hyderabad, Índia.
A principis de juny de 2015 es va diagnosticar un cas de diftèria a l'Hospital Universitari Vall d'Hebron de Barcelona. El nen de sis anys d'edat que va morir a causa de la malaltia no havia estat vacunat prèviament a causa de l'oposició dels pares a la vacunació. Va ser el primer cas de diftèria al país des del 1986, segons informa el diari espanyol El Mundo, o des del 1998, segons informa l'OMS.
El març de 2016, una nena de tres anys d'edat va morir de diftèria a l'Hospital Universitari d'Anvers, Bèlgica.
El juny de 2016, una nena de tres anys, una cinc anys i una set anys va morir de diftèria a Kedah, Malaca, i Sabah (Malàisia), respectivament.
El gener de 2017 es van registrar més de 300 casos a Veneçuela.
El 2017, es van produir brots en un camp de refugiats rohingya a Bangladesh, i entre nens no vacunats a causa de la guerra civil iemenita.
Al novembre i desembre de 2017, es va produir un brot de diftèria a Indonèsia, amb més de 600 casos diagnosticats i 38 víctimes mortals.
El novembre de 2019 es van produir dos casos de diftèria a la zona de Lothian d'Escòcia. A més, el novembre de 2019, un nen de 8 anys d'edat no vacunat va morir de diftèria a Atenes, Grècia.
El juliol de 2022, es van produir dos casos de diftèria al nord de Nova Gal·les del Sud, Austràlia.
L'octubre de 2022, es va produir un brot de diftèria a l'antic camp d'aviació de Manston, un antic lloc del Ministeri de Defensa britànic a Kent, Anglaterra, que s'havia convertit en un centre de processament de sol·licitants d'asil. La capacitat del centre de processament era de 1.000 persones, tot i que unes 3.000 vivien al lloc, amb algunes allotjades en tendes de campanya. El Ministeri de l'Interior britànic, el departament governamental responsable dels sol·licitants d'asil, es va negar a confirmar el nombre de casos.
El desembre de 2023 hi va haver un brot a una escola de Luton, al Regne Unit. L'Agència de Seguretat Sanitària del Regne Unit (UK Health Security Agency - UKHSA) va emetre un comunicat dient que els especialistes han estat donant suport de salut pública després de la confirmació del cas de diftèria en una escola primària de Luton. L'agència va dir que està treballant estretament amb socis locals i nacionals «per garantir que s'apliquen totes les mesures de salut pública necessàries» després del descobriment del nou cas. El comunicat afegeix: «Hem realitzat una avaluació de riscos i s'han identificat contactes propers del cas i, si escau, es donarà vacunació i assessorament per evitar la propagació de la infecció».

## La diftèria en animals
La diftèria aviària és l'anomenada forma «humida» de la verola aviar que no és causada per un bacil sinó per un virus. La diftèria de vedella o crup de vedella és la forma aguda d'infecció laringea pel bacteri Fusobacterium necrophorum.